# Lázaro J. Hernández
General Lázaro J. Hernández fue un militar mexicano que participó en la Revolución mexicana. Nació en Coahuila. Abrazó la causa maderista desde sus inicios, luego fue constitucionalista. Fue Delegado a la Convención de Aguascalientes en representación del general Jesús Dávila Sánchez, el 31 de octubre votó por el retiro de Venustiano Carranza. Alcanzó el grado de general de brigada. Murió trágicamente en Sierra Hermosa, Zacatecas, en 1915. 